# Copenhagen Comics
Copenhagen Comics er en dansk tegneseriefestival, som er blevet afholdt i København hvert andet år siden 2004, de første fire gange under navnet Komiks.dk. Festivalen arrangeres af en forening med samme navn. I forbindelse med festivalen (omend ved et separat arrangement) uddeles Pingprisen. Tidligere var der særlige Komiks.dk-priser, men de blev i 2012 afskaffet i forbindelse med relanceringen af Pingprisen.
Festivalen beskæftiger sig med alle former for tegneserier, store og små, danske og udenlandske. En række tegnere og butikker har stande, og der er udstillinger, foredrag, optræden og workshops. Desuden har festivalen besøg af en række kendte gæster fra Danmark og udlandet, som gæsterne kan få signeringer af. I 2023 besøgte 4.050 personer festivalen.
Den seneste festival fandt sted i Valby-Hallen i København 7. og 8. juni 2025.

## Historie
Den første festival, dengang med navnet Komiks.dk, blev afholdt i Kedelhallen på Frederiksberg i 2004. Den blev afholdt af foreningen Komiks.dk, der var blevet stiftet året før. Festivalen blev en succes, og der blev efterfølgende afholdt endnu en samme sted i 2006. En tredje blev afholdt i Vanløse Kulturhus i 2008. Med den fjerde festival i 2010 flyttede man til Øksnehallen på Vesterbro, hvor festivalen er blevet afholdt lige siden. I 2012 skiftede både festivalen og foreningen navn til Copenhagen Comics. Der blev efterfølgende afholdt festivaler i Øksnehallen i 2013, 2015, 2017, 2019, 2022, 2023 og 2024. I 2025 blev festivallen afholdt i Valby-Hallen.

## Internationale gæster

### 2004
Batem, Bryan Talbot, Dany, François Walthéry, Janry, Jeff Smith, Midam, Peter Milligan, Raul Cauvin, Regis Loisel, Thierry Tinlot, Vincent Deporter, Yvan Delporte.

### 2006
Andrew Wildman, Anke Feuchtenberger, Benoît Peeters, Charlie Christensen, François Schuiten, Gilbert Shelton, Jason (John Arne Sæterøy), José Villarrubia, Leah Moore, Lise Myhre, Marv Wolfman, Simone Lia, Stephen R. Bissette, Warren Ellis.

### 2008
Achdé, Alessandro Barbucci, Barbara Canepa, Bernd Dolle-Weinkauff, Byron Erickson, Dany, David B., Don Rosa, Doug Wheatley, Duncan Fegredo, Fredrik Strömberg, Giorgio Cavazzano, Hugleikur, Jean-Claude Mézières, Juanjo Guarnido, Kouhei Nishino (Denjiro), Kurt Busiek, Martin Kellerman, Martin tom Dieck, Nao Yazawa, Pierre Christin, Sean Phillips, Thierry Groensteen, Tsugumi Nishino.

### 2010
Anike Hage, Arne Bellstorf, Åsa Ekström, Charles Burns, Chris Ware, Christophe Arleston, Daan Jippes, Daniel Clowes, Dave Gibbons, Ed Piskor, Frank Quitely, Fredrik Strömberg, Gert Jan Pos, Jacques Samson, Jean Van Hamme, Joachim Kaps, Kari Korhonen, Keitarō Arima, Kevin O’Neill, Line Hoven, Matthias Elftorp, Michael Farr, Paul Gravett, Peter Stanbury, Úlfhildur Dagsdottir.

### 2013
Charlie Adlard, Brian Azzarello, Malin Biller, Patrick og Shelley Block, Crisse, Philippe Delaby, Anke Feuchenberger, Melinda Gebbie, Emmanuel Guibert, Jaime Hernandez, Mel Kishida, Luguy, Frazer Irving, Jiro Taniguchi, Jill Thompson, Frode Øverli.

### 2015
André Juillard, Arild Midthun, Art Spiegelman, Chris Miskiewicz, David Lloyd, Françoise Mouly, Garen Ewing, Herr Seele, Hugleikur Dagsson, Li-Chin Lin, Luke Pearson, Mattias Adolfsson, Natasha Allegri, Patrick og Shelly Block, Philippa Rice, Rutu Modan, Simon Hanselmann, Steffen Kverneland, Thomas Wellmann, Tommi Musturi.

### 2017
Barry Kitson, Boulet, Dave McKean, Garen Ewing, Gina Wynbrandt, Grzegorz Rosinski, Jan Lööf, Sébastien Cosset, Kim W. Andersson, Nadia Khiari, Pierre Bailly, Sophie Goldstein, Tom Gauld.

### 2019
Barry Kitson, Bruno Di Sano, Danica Brine, David Angelo Roman, Gary Barker, Jaap de Boer, Jarrett Melendez, Liv Strömquist, Mark Buckingham, Nick Bradshaw, Olivier Schwartz, Ralph Meyer, Caroline Delabie, Tony Fleecs, Toshio Maeda.

### 2022
Aurélie Lévy, Felix Meynet, Roberto Baldazzini, Jarrett Melendez, Luc Warnant, Andy Price, Yoann, Cara McCee, Craig Rousseau.

### 2023
Kenneth Larsen, Joanna Rubin Dranger, Fredrik Strömberg, Ingvild Marie Methi, Malin Falch, Josep Homs

### 2024
Barbara Sosnowska, Craig Frank, Alan Davis, Michael Lark, Craig Thompson, Silvio Camboni, Danielle Corsetto, Terhi Ekebom, Kari Korhonen, Tommi Musturi, Laurent Astier, Philippe Xavier, Hannele Richert, Dan Berry, Klara Nordin Stensö, Wania Nowosielska, Hella Brandal, Erik Svetoft, FuFu Frauenwahl, Øystein Runde, Steph Dumais

### 2025
Alain Poncelet, Athanasía Aarniosuo, Cynthia Eisenberg, Dave McKean, Dean Ormston, Don Rosa, Erik Svetoft, Fiona Stephenson, Fredrik Strömberg, Hannele Richert, James Cheek, Knut Larsson, Lucius Merryweather, Lumi, Mariano Alvarez, Miku Maria Gustavson, Nick Stember, Oskar Aspman, Philippe Fenech, Stef Gaines, Terhi Ekebom, Yvette Gustafsson, Øystein Runde, Åsa Harvard

## Komiks.dk priserne
Komiks.dk prisen var en tegnseriepris der blev uddelt hvert andet år i perioden 2004-2010 i forbindelse med Komiks.dk.
Kategorierne ændrede sig en del i løbet af de fire gange priserne blev uddelt, og vinderne blev også fundet på forskellig vis. I 2004 blev vinderne fundet via læserafstemning på hjemmesiden Seriejournalen, i 2006 fandt Komiks.dks bestyrelse vinderne, mens der i 2008 og 2010 var etableret en særlig jury til at finde vinderne.

### 2004
Årets danske tegneserieskabere: Michael Wullf og Anders Morgenthaler for "Wulffmorgenthaler" (Politiken)
Årets nye danske talenter: Cav Bøgelund og Simon Petersen for "Necropolis" (Eksem Comics)
Årets initiativ: "Free Comics" (ved Torben Nielsen) for alternativ udgivelsesform
Årets nye titel: "Free Comics", diverse (Free Comics)
Årets udenlandske navn: Jeff Smith (USA) of "Bone: One Volume Edition" (tidligere fra Carlsen / nu kun Cartoon Books)
Den åbne publikumspris: Chuck D'Albert

### 2006
Årets bedste danske navn: Peter Madsen
Bedste nye danske navn: Anders Brønserud for "Otto - verdens mest ensomme palindrom"
Bedste nye initiativ: Seriebutikken og -forlaget Faraos Cigarer for genudgivelsen af "Corto Maltese" og genoptagelse af serien "Hemmelighedsfulde byer".
Bedste danske udgivelse: Carlsens nyoversættelse af "Tintins oplevelser"
Bedste udenlandske navn: Warren Ellis

### 2008
Bedste danske serieskaber: Strid
Bedste danske udgivelse: ”Decimal 0.4” af Strid (Forlaget Politisk revy)
Bedste danske debutant: Rasmus Bregnhøi og Oscar K for ”Lille Miss Nobody” (Branner og Korch)
Bedste børneudgivelse på dansk: ”Naruto” af Masashi Kishimotos (Carlsen)
Bedste udenlandske udgivelse: “Curses” af Kevin Huizenga (Drawn & Quarterly)
Bedste udenlandske udgivelse på dansk: ”Det store onde” af David B. (Carlsen).
Komiks.dk hædersprisen: Paw Mathiasen, forlaget Fahrenheit

### 2010
Bedste danske tegneserieskaber: Ivar Gjørup
Bedste danske tegneserie: “Kom Hjem” af Thomas Thorhauge
Bedste danske debut: Mikkel Damsbo for “Forlystelseshuset”
Bedste dansk nettegneserie: “Stinestregen” af Stine Spedtsberg
Bedste børnetegneserie: “Supermanfred” af Camilla Schierbeck og Mads Berg
Bedste internationale tegneserie: “Asterios Polyp” af David Mazzucchelli
Bedste internationale tegneserie på dansk: “Jimmy Corrigan” af Chris Ware
Æresprisen: Anders Hjort Jørgensen, tegneserieformidler og -historiker